# 에티오피아 인민민주공화국
에티오피아 인민민주공화국(People's Democratic Republic of Ethiopia, PDRE, 암하라어: የኢትዮጵያ ሕዝባዊ ዲሞክራሲያዊ ሪፐብሊክ)은 멩기스투 하일레 마리암이 주도하던 에티오피아의 임시 군사 정부 데르그가 1987년에 신헌법을 제정함으로서 군정을 폐지하고 수립한 사회주의 국가이다.
데르그는 1974년 쿠데타로 에티오피아 제국 정부를 전복하고 군정을 세운 조직으로, 1984년부터 국가수립을 준비하여 1987년 2월 국민투표를 거쳐 에티오피아 인민민주공화국을 선포하였다. 새 공화국은 마르크스-레닌주의의 전위당을 자처한 에티오피아 노동자당 일당독재 체제 하의 국가이다. 데르그는 공화국 수립에 따라 공식적으로는 폐지되었으나 새 정부에서도 그대로 주도권을 잡고 있었으며, 데르그 의장이던 멩기스투 하일레 마리암은 대통령으로 취임하였다. 국가 체제는 사실상의 공산국가이자 강력한 중앙집권을 꾀한 단일국가였다.
수립 이후에도 데르그 통치 시대부터 이어지던 경제난은 개선되지 않고 기아와 해외원조 의존이 지속되었으며, 1989년부터 전세계의 공산주의 국가들이 붕괴해가며 외교적 불안도 겪기 시작했다. 결국 데르그 수립 당시부터 지속되어 오던 에티오피아 내전와 에리트레아 독립 전쟁에서 민족 민병대들과 반군들이 빠르게 세력을 확장하였고, 끝내 멩기스투의 탈출 직후 1991년 5월 28일 반군인 에티오피아 인민혁명민주전선이 아디스 아바바에 입성, 에티오피아 과도정부를 선포하며 인민공화국은 폐지되었다.